# 祭囃子
祭囃子（まつりばやし）は祭の際に演奏される音楽で、邦楽のジャンルの一つ。単に「おはやし」「はやし」と呼ばれることも多いが、ここでは歌舞伎や能、神楽などの舞台芸術に付随する音楽的要素としての「囃子」を含まず、祭に付随した音楽について記述する。

## 概要
祭囃子は祭に付随する音楽を総称したもので、各地域にあるそれぞれの祭に密着して発展してきたものである。そのため、日本全国で同じ曲や楽器構成を指すのではなく、一つの起源に遡ることができるものでもない。曲の内容もその祭の目的や性格、演奏される場面に関連したものであり、童謡「村祭り」などでイメージされるような賑やかな雰囲気の曲であるとは限らず、逆に静かでゆっくりとした曲も存在する。太鼓の奏法である複式複打法を用いる演奏形態（組太鼓形式）を祭囃子と呼ぶ地域もあり、「祭囃子」という言葉であらわされる中にも非常に多種多様な楽曲が存在している。

### 奏者
他の邦楽との違いとして祭囃子の奏者は祭りを主催する神社や寺社の氏子や檀家である一般人の場合が多い。他の邦楽にはプロ奏者が存在し、そういった奏者が祭囃子を担当することもあるが、祭囃子に限ってのプロ奏者というのは数が少ない。兼任する奏者としては、太神楽師や神楽師、邦楽家、神職など。神輿の担ぎ手や山車の引き手にプロがいないのと同じように、氏子や檀家が祭りのために練習をし、祭りのときのみ演奏されてきたものが多いためであり、地域に根付いて伝承されてきた音楽であるという特徴のためである。また、地域によっては奏者が少年少女に限られる場合もある。

### 楽器
使用する楽器は、和楽器である。その中でも笛（篠笛・能管・龍笛など）、和太鼓（中音の打楽器を担当する締太鼓や、低音の打楽器を担当する大太鼓や大胴、そのほか大拍子、団扇太鼓、担ぎ太鼓など）、鉦（摺鉦・当たり鉦、高音の打楽器を担当する）の3種が多いが、地域によっては弦楽器などを取り入れるところもある。また、神輿に太鼓を結びつけ、その太鼓のみを打つ場合もある。また謡が入る場合や木遣り(手古舞)と合わさる場合、掛け声が入る場合もある。

### 演奏形態・服装
祭囃子は祭の行事に伴って演奏されるため、行事の形態により演奏形態や服装も異なる。
神社内で祭が行われる場合、境内にある能舞台、神楽殿等で演奏される。また、集落内に舞台を作り演奏される場合もある。祭の行事に行列がある場合はそれに加わり歩きながら演奏したり、山車、屋台などが出る場合はそこに乗り込み演奏する。
演奏するときには半天(半纏、袢纏、法被)など派手な和服を着ることが多い。また、地域によっては厚化粧をする場合もある。これには先述の奏法の違いや奏者の兼任する職業なども影響している。

### 起源
起源はそれぞれの祭囃子が伝承されている地域や団体によって異なる。関東地方では鎌倉起源説、葛西起源説があるが、どちらの説も確定のための検証はされていない。

## 祭囃子の種類
日本各地に分布する祭囃子の種類を列記する。
- 北海道
- 東北
  - 飾山囃子
  - 花輪ばやし
  - 日高囃子
- 関東
  - 石岡囃子
  - 新川囃子
  - 葛西囃子
  - 神田囃子
  - 江戸囃子
  - 目黒囃子
  - 羽田囃子
  - 秩父屋台囃子
  - 品川拍子
  - 佐原囃子
  - 重松囃子
  - 鎌倉囃子
  - 小田原囃子
  - 西三ツ木ばやし
  - 排禍ばやし
  - 真鶴囃子
  - 岩囃子
  - 浜の手流
- 中部
  - 三社祭礼囃子
  - 富士宮囃子

石松囃子　屋台下　宮囃子　雨垂れ囃子　鉄火囃子
- 近畿(関西)
  - 祇園囃子
  - 伊勢音頭
  - 地車囃子
- 中国
  - 鴻八幡宮祭りばやし

- 四国
- 九州
  - ボシタ囃子